# Bethoncourt
Bethoncourt – miejscowość i gmina we Francji, w regionie Burgundia-Franche-Comté, w departamencie Doubs.
Według danych na rok 1990 gminę zamieszkiwało 7448 osób, a gęstość zaludnienia wynosiła 1139 osób/km² (wśród 1786 gmin Franche-Comté Bethoncourt plasuje się na 15. miejscu pod względem liczby ludności, natomiast pod względem powierzchni na miejscu 678.).